# Coleocacamus depressus
Coleocacamus depressus är en mångfotingart som beskrevs av Vohland 1998. Coleocacamus depressus ingår i släktet Coleocacamus och familjen Aphelidesmidae. Inga underarter finns listade i Catalogue of Life.